# Brzydkie kaczątko
Brzydkie kaczątko (duń. Den grimme ælling) – baśń Hansa Christiana Andersena, wydana po raz pierwszy 11 listopada 1843 r. w zbiorze Nye Eventyr. Første Bind. Første Samling. 1844. Następnie baśń wydano 18 grudnia 1849 (Eventyr. 1850.) i 15 grudnia 1862 (Eventyr og Historier. Første Bind. 1862.).

## Fabuła
Jest to historia łabędziątka, które wykluwa się z jaja wysiedzianego przez kaczkę, odrzuconego z własnego podwórka ze względu na odmienność i brzydotę. Brzydkie kaczątko nigdzie nie znajduje przychylności, aż do momentu, gdy wyrasta na pięknego łabędzia. „Brzydkie kaczątko”, tak jak „Calineczka”, pokazuje identyfikowanie się Andersena z typem wyrzutka szukającego swojego miejsca w społeczności oraz jego sympatię wobec takich osób.

## Informacje dodatkowe
Na pytanie Georga Brandesa, czy zamierza napisać autobiografię, Andersen odpowiedział, że już została napisana pod tytułem „Brzydkie kaczątko”.
Związek frazeologiczny brzydkie kaczątko wszedł do kilku języków.
Najbardziej znanymi adaptacjami Brzydkiego kaczątka są dwie kreskówki Disneya – czarno-biała z 1931 i kolorowa z 1939 (druga wersja zdobyła Oscara za krótkometrażową animację).
Baśń Brzydkie kaczątko była również tłumaczona na język polski pod tytułem Szkaradny kaczorek.
Od tytułowej postaci baśni nazwano twierdzenie o Brzydkim Kaczątku.

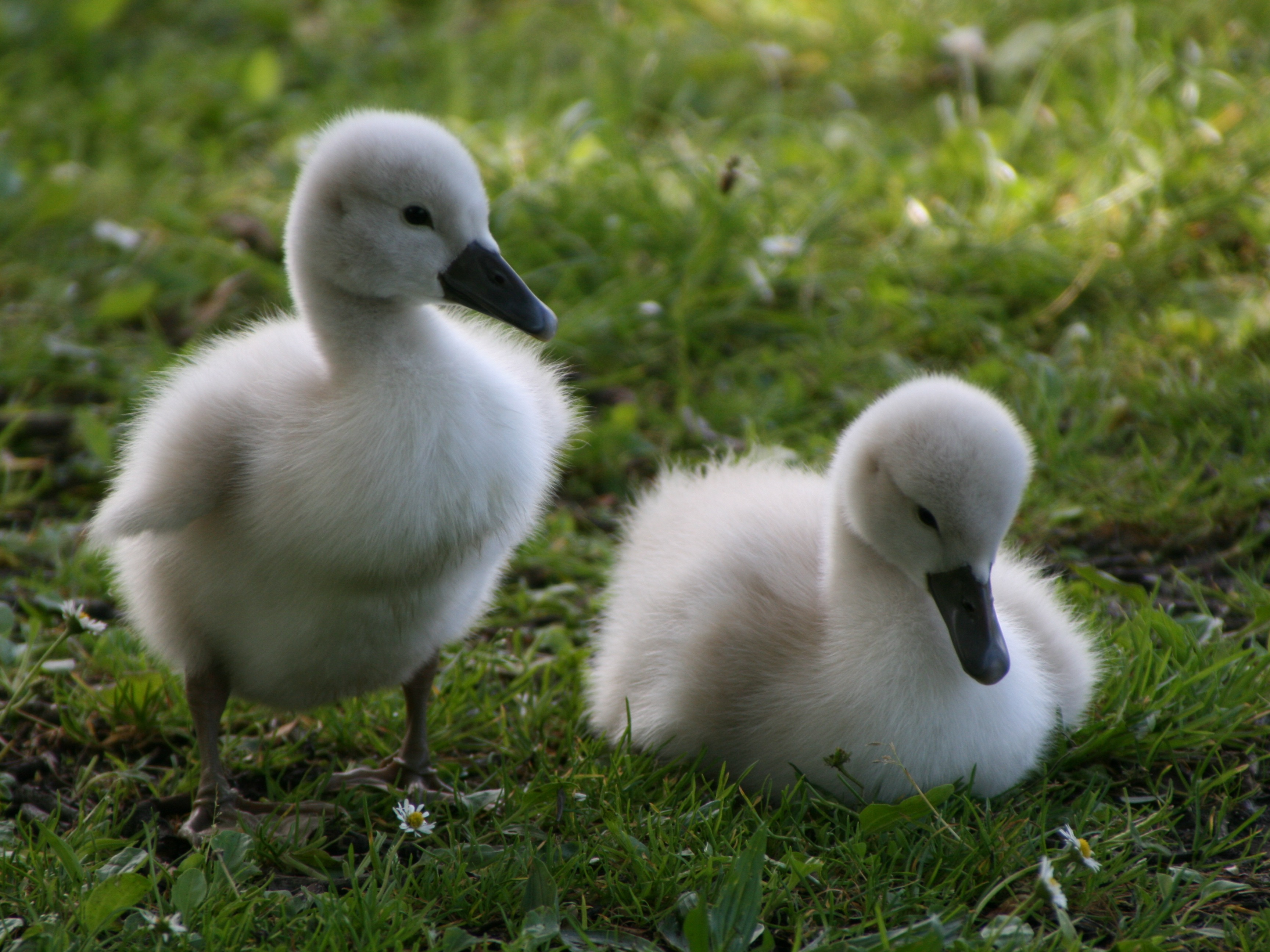
Młode łabędzie

## Adaptacje filmowe
- Brzydkie kaczątko – radziecki film animowany z 1956 roku
- Opowieść jak z bajki (Szare kaczątko) – radziecka baśń filmowa z 1966 roku
- Ponadczasowe Opowieści z Hallmarku (Wiecznie ciekawe bajki) (Brzydkie kaczątko - odcinek 4) – amerykański serial animowany z 1991 roku

## Nawiązania
Oficjalną maskotką turnieju mistrzostw świata w hokeju na lodzie 2018, zorganizowanych w Danii, została wybrana postać Duckly, zainspirowana baśnią.